# Tonkinomys daovantieni
Tonkinomys daovantieni  (Musser, Lunde & Son, 2006) è l'unica specie del genere Tonkinomys (Musser, Lunde & Son, 2006), endemica del Vietnam settentrionale.

## Descrizione

### Dimensioni
Roditore di medie dimensioni, con lunghezza della testa e del corpo tra 184 e 217 mm, la lunghezza della coda tra 156 e 183 mm, la lunghezza del piede tra 37 e 41 mm, la lunghezza delle orecchie tra 29 e 31 mm e un peso fino a 205 g.

### Caratteristiche craniche e dentarie
Il cranio è allungato, con un rostro lungo e ampio, le creste post-orbitali e temporali prominenti e i fori palatali lunghi e larghi. Gli incisivi superiori sono opistodonti, ovvero con le punte rivolte verso l'interno della bocca, i molari hanno la radice bassa, il primo superiore ha quattro radici, il secondo ed il terzo tre mentre quelli inferiori hanno tutti soltanto due radici.
Sono caratterizzati dalla seguente formula dentaria:

### Aspetto
La pelliccia è densa e parzialmente spinosa. Il colore generale del corpo è nero-grigiastro, sono presenti due macchie biancastre sul petto e sulla fronte. Gli occhi sono grandi, circondati da anelli di pelle priva di peli. Le orecchie sono moderatamente larghe, grigio scure e cosparse di peli marroni. Le vibrisse sono lunghe 75 mm e di color marrone scuro. Il dorso delle zampe anteriori è bianco, quello delle zampe posteriori è bianco e ricoperto di peli brunastri nella zona dei metatarsi. Le dita sono munite di artigli. Il pollice è ridotto ad un tubercolo. Sui palmi sono presenti 5 grossi cuscinetti, i piedi sono moderatamente lunghi e larghi ed hanno invece 6 cuscinetti. La coda è più corta della testa e del corpo, la parte basale superiore è marrone scura, mentre la metà distale e la parte inferiore è bianca. È rivestita fino a 10 anelli di scaglie per centimetro. Le femmine hanno un paio di mammelle pettorali, un paio post-ascellari e due paia inguinali.

## Biologia

### Comportamento
È una specie principalmente notturna e terricola.

### Alimentazione
Si nutre di insetti.

## Distribuzione e habitat
Questa specie è conosciuta soltanto nella località dove è stata catturata per la prima volta, nella Riserva naturale di Huu Lien, nel Vietnam settentrionale. È probabilmente presente anche nel sud della Cina.
Vive in zone rocciose composte di grandi blocchi calcarei in aree forestali carsiche a circa 150 metri di altitudine.

## Conservazione
La IUCN Red List, considerato che questa specie è stata descritta solo recentemente e i limiti del suo areale non sono ancora ben definiti, classifica T.daovantieni come specie con dati insufficienti (DD).